# 兒童日報 (台灣)
《兒童日報》是在台灣發行的中文報紙，以學齡期兒童為主要閱讀層。該報由光復書局於1988年9月1日創刊，1998年2月28日停刊，1998年3月起改名《童報週刊》並以周刊型態發行，直至2001年8月停刊。光復書局於2002年底爆發財務危機並宣告倒閉。
《兒童日報》歷任三位總編輯，分別是創刊總編輯洪文瓊以及繼任的王華榮和高建榮先生。

## 影響
1988年，中華民國政府解除長達近四十年的報禁，以兒童為對象的專業報紙相繼出刊，如《兒童日報》、《國語兒童畫報》、《國語時報》、《小鷹日報》等初創刊的報紙，無論是在內容、印刷與排版上，皆力求精美和豐富；使得《國語日報》過去獨佔市場的局面一時改觀，不像過去能輕易坐穩以兒童為對象的報業市場。《國語日報》遂一改本來消極應付的態度，決定面對現實迎接同業的挑戰，並且仿效《兒童日報》的做法，放大字體，調整版面。
國立台東大學兒童文學研究所的林文寶在〈洪文瓊老師與我〉一文提到，《兒童日報》有兩大貢獻。第一，這份報紙是台灣解除報禁後第一份真正兒童專屬的日報，具有歷史意義。第二，這份報紙對台灣的兒童文學發展『有指標性的意義』。這主要因為它為兒童文學界帶來創新，報館更採「兒童文化」編輯政策。除總編輯，一律聘任剛畢業的新手，又找兒童心理、兒童教育、大眾傳播及印刷出版的專家擔任顧問，並且為員工在創刊前數個月，提供密集的在職培訓。該報字體、字距、行距及版面的規劃，甚至成為兒童圖書出版業者參考的對象。
此外，2009年毛毛蟲兒童哲學基金會創辦人楊茂秀接受《大紀元時報》專訪，談及台灣繪本發展時提到，「財力雄厚的『光復出版社』（按：此指光復書局）在1989年成立《兒童日報》，堪與《國語日報》抗衡，也孕育了許多人才，是兒童繪本發展在第三階段重要的代表：『當時的總編輯洪文瓊，使兒童文學的創作由大人教導小孩這種關係，提升到大人與小孩兩個人平等的對話。而後來日報的停刊，是一件非常非常可惜的事，不論對台灣繪本、兒童文學的發展，都是一種損失。他的起和落，對兒童文學產生了深遠的影響。像賴馬這位繪本作家、得過波隆那獎的紅蕃茄出版社的邱承宗，還有郝廣才；本來都在《兒童日報》的部門工作，後來到遠流的兒童部，還有詹宏志等人……，這個階段有很多突破性的發展。」

## 外部連結
- 【新聞短片】兒童日報創刊號-國家圖書館 （页面存档备份，存于）（繁體中文）